# 18928 Pontremoli
18928 Pontremoli este un asteroid din centura principală de asteroizi.

## Descriere
18928 Pontremoli este un asteroid din centura principală de asteroizi. A fost descoperit pe 25 august 2000 la Monte Viseggi la Observatorul astronomic din Monte Viseggi. Asteroidul prezintă o orbită caracterizată de o semiaxă mare de 3,02 ua, o excentricitate de 0,12 și o înclinație de 9,8° în raport cu ecliptica.